# Экк, Генрих
Генрих Адольф фон Экк — немецкий геолог и палеонтолог. Его внимание было сосредоточено на обработке триасовых отложений Центрально-Европейского бассейна.
Генрих Адольф фон Экк родился в семье инспектора металлургического завода Людвига Экка и его жены Лины, урождённой Бёниш. В 1871 году в Зондерсхаузене женился на Фридерике Мари Каннибах (1841—1917), дочери верховного советника правительства Кристиана Фридриха Августа Эдуарда Каннабиха. Детей в браке не было.
После трёхлетней стажировки в горной промышленности в Тарновице и Кёнигсхютте Генрих Экк учился у Фердинанда фон Рёмера в Бреславльском университете с 1858 по 1861 год и впоследствии стал членом Прусской геологической службы. Он получил работу в Геологическом государственном институте в Берлине, а в 1862 году принимал участие в прусской комиссии по геологическим съемкам в Тюрингии и Силезии. После защиты докторской степени в 1865 году последовала хабилитация в 1866 году в Берлинской Горной академии. В 1870 году получил должность профессора минералогии и геологии в Политехническом институте в Штутгарте, с 1882 по 1885 год был его директором. В 1900 году прогрессирующая слепота вынудила его оставить должность руководителя. Его обширная литературная работа по подготовке полной библиографии опубликованной литературы по геологии юго-западной Германии, которую он смог опубликовать в двух томах (1890/1893), теперь рассматривается как причина его слепоты.
Научными исследованиями Генриха Адольфа Эккса были в основном стратиграфия и фауна триаса Центрально-Европейского бассейна. Он первым описал морскую звезду Trichasteropsis (Eck, 1879) и коралл Substuoresia vogelsangi (Eck, 1879).
Он был соучредителем Вюртембергской Комиссии по землетрясениям.
В его честь была названа брахиопода Dielasma ecki (Frantzen, 1882).
В 1884 году присвоен дворянский титул (персональный титул Вюртемберга). 12 августа 1884 года избран в Немецкую академию наук Леопольдина. В 1910 году — Почётный член геологического общества Верхнего Рейна, член с 1874 года. В 1917 году — Почётный член Ассоциации национальной национальной истории в Вюртемберге, член с 1871 года. В 1921 году — Почётный член Германского геологического общества.